# Flandes
Flandes là một khu tự quản thuộc tỉnh Tolima, Colombia. Thủ phủ của khu tự quản Flandes đóng tại Flandes Khu tự quản Flandes có diện tích 95 ki lô mét vuông. Đến thời điểm ngày 28 tháng 5 năm 2005, khu tự quản Flandes có dân số 22064 người.